# Charles Ives
Pour les articles homonymes, voir Ives.
Œuvres principales
- Three Places in New England
- The Unanswered Question
- Symphonie no 3
- Central Park in the Dark
- Sonate pour piano no 2 « Concord Sonata »

Charles Edward Ives, né le 20 octobre 1874 et mort le 19 mai 1954, est un compositeur américain. 
Après avoir été initié à la musique par son père George Ives qui était chef de fanfare et de chœur à Danbury, il apprend la composition à l'université Yale auprès d'Horatio Parker. D'abord organiste et chef de chœur à New York, il abandonne le métier de musicien professionnel dans les années 1900, pour se lancer dans les assurances et fonder sa propre compagnie qui devient prospère. Il continue cependant à composer de la musique sans la faire publier ni jouer. À partir des années 1920 des ennuis de santé l'obligent à arrêter ses activités professionnelles et artistiques. À la même époque, il est découvert par l'avant-garde musicale de New York qui commence à faire jouer sa musique. La création en 1930 des Three Places in New England, de la Concord Sonata pour piano en 1939, en 1947 de sa troisième symphonie qui obtient le prix Pulitzer de musique, et de la deuxième symphonie par Leonard Bernstein en 1952, révèlent Ives à la critique et au public américain. Certaines œuvres d'envergure comme sa quatrième symphonie ne sont jouées que bien après sa mort. La musique de Charles Ives est originale, à la fois par l'utilisation de techniques musicales avant-gardistes et par les emprunts à la musique populaire.

## Biographie

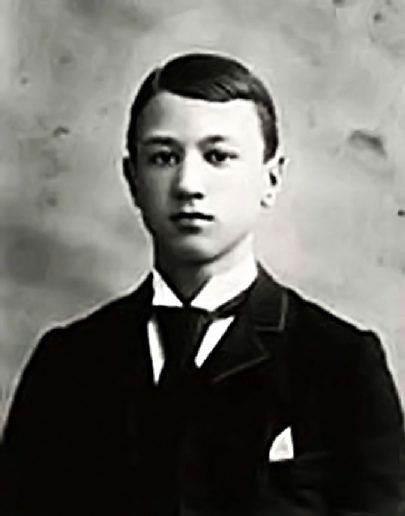
Charles Ives en 1889.

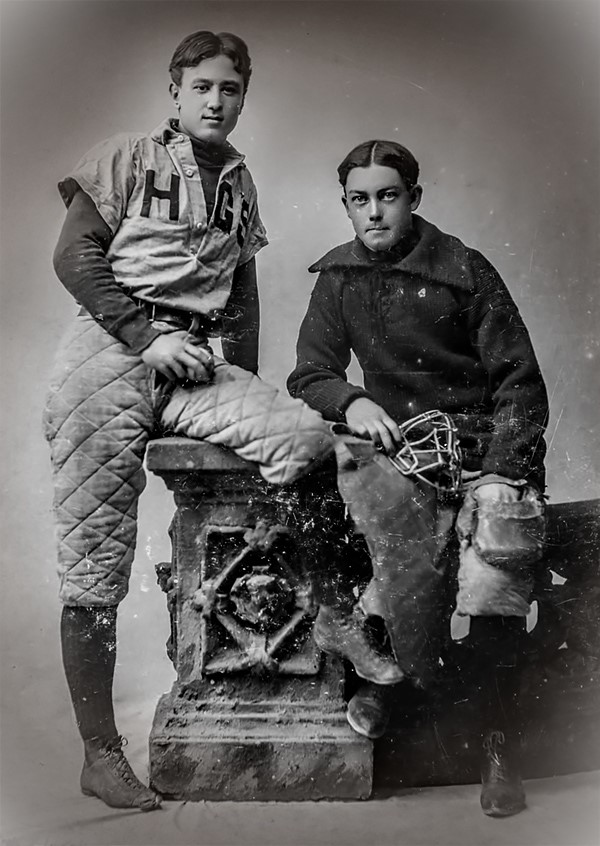
Photographie de Charles Ives (à gauche), membre de l'équipe de baseball de la Hopkins School.

Charles Ives est né à Danbury, dans l'État du Connecticut. Son père, George Ives, était chef de la musique de l'artillerie de l'union dans l'armée des États-Unis durant la guerre de Sécession. L'une des choses ayant pu l'avoir influencé fut d'avoir écouté sur la place de Danbury la fanfare de son père simultanément avec d'autres fanfares jouant sur d'autres côtés de la place. Son père lui donna quelques cours de théorie musicale avec une grande ouverture d'esprit, encourageant son fils à expérimenter des harmonisations bitonales voire polytonales. Il s'entraîna ainsi à chanter des mélodies dans une tonalité tandis que son père l'accompagnait dans une autre tonalité. Il lui fit également découvrir la musique de Stephen Foster, à savoir des chansons populaires américaines. Ives devint organiste à l'âge de 14 ans, et écrivit différents hymnes religieux et chants pour sa paroisse, y compris ses Variations on « America ».
Ives partit pour New Haven en 1893, et fut diplômé à l'Hopkins School. Puis en septembre 1894, il étudia à l'Université Yale les cours d'Horatio Parker. Il y composa plusieurs pièces dans le style choral d'une manière similaire à son mentor, écrivant des musiques d'église et même une musique de campagne électorale pour William McKinley. Pendant cette période plusieurs de ses pièces sont publiées, dont notamment une marche, Intercollegiate, qui sera jouée lors de l'inauguration de la présidence de McKinley. Le père de Charles mourut le 4 novembre 1894, et ce fut un choc pour le jeune compositeur qui l'avait idéalisé. Il continua par conséquent à mener les expérimentations musicales débutées avec lui, qu'il poussa assez loin. Ives termina ses études à Yale dans des domaines très différents, comprenant le grec, le latin, les mathématiques et la littérature. Il fut membre des sociétés secrètes Delta Kappa Epsilon et Wolf's Head, ainsi que président de l'Ivy League. Ses œuvres Calcium Light Night et Yale-Princeton Football Game démontrent l'influence de l'université sur ses compositions. Il écrivit sa Symphonie no 1 en guise de thèse de fin d'études sous le tutorat de Parker.
En 1898, après l'obtention de son diplôme à Yale, il accepta un travail à 5 $ par semaine de préposé dans une compagnie d'assurance de New York (Mutual Life Insurance Company), et déménagea dans une chambre d'appartement à New York qu'il partagea avec d'autres jeunes hommes. Il continuera d'être organiste à l'église jusqu'en 1906. En 1899, il changea pour l'agence Charles H. Raymond & Co., où il resta jusqu'en 1906. En 1907, à la suite des échecs de Raymond & Co., lui et son ami Julian W. Myrick créèrent leur propre compagnie d'assurance Ives & Co., qui devint plus tard Ives & Myrick, dans laquelle il demeura jusqu'à sa retraite. Il composait pendant ses temps libres, et travailla jusqu'à son mariage comme organiste à Danbury, New Haven, Bloomfield (New Jersey) et New York. En 1907, Ives subit sa première attaque cardiaque qui fut suivie de plusieurs autres. Ces attaques ont probablement eu une origine plutôt psychologique que physique. Certains l'attribuent à sa carrière duale.  Mais après sa guérison, Ives connut sa période la plus créative en tant que compositeur.
Il épousa Harmony Twitchell en 1908, puis ils s'installèrent dans leur appartement à New York. Il eut une remarquable carrière dans les assurances, tout en continuant à être un compositeur prolifique jusqu'à une rechute de ses attaques cardiaques en 1918. Après cela, il composa très peu : ce furent ses dernières œuvres. Parmi celles-ci, on trouve la chanson Sunrise en août 1926. En 1922, Ives publia ses 114 Songs qui représentent l'ampleur de son travail de compositeur. Celles-ci incluent des thèmes qu'il écrivit adolescent, et d'autres très dissonants comme The Masses (Majority).
Son épouse raconte qu'un matin en 1927, il arriva en larmes disant qu'il ne pouvait plus rien composer : « nothing sounds right » (rien ne sonne bien). De nombreuses thèses furent élaborées pour expliquer son silence durant ses dernières années, qui semblèrent aussi mystérieuses que celles de la vie de Jean Sibelius, lui-même ayant arrêté brutalement de composer à peu près à la même période. Ives ayant de plus en plus d'ennuis de santé, il continua cependant à réviser et retravailler ses premières œuvres. En 1930, il prit sa retraite du milieu des assurances, ce qui lui donna plus de temps pour se consacrer à la musique, mais il resta incapable d'écrire de nouvelles compositions. Dans les années 1940, il révisa sa Concord Sonata, qu'il publia accompagnée des Essais avant une sonate parus à compte d'auteur en 1920.
Charles Ives mourut en 1954, à New York, à l'âge de 79 ans. Son épouse est décédée en 1969 à 92 ans,,,.

## Sa musique
Ives a étudié à Yale, et sa première symphonie montre une maîtrise de l'écriture en forme sonate dans le contexte de la fin du XIXe siècle, mais également une tendance iconoclaste[réf. nécessaire], avec le second thème qui sous-entend plusieurs directions harmoniques différentes. Son père était chef de fanfare, et tout comme Hector Berlioz, Ives était fasciné pour les musiques d'extérieur et leur instrumentation. Ses tentatives de fusionner ces deux éléments, et son admiration pour Beethoven sont les lignes conductrices de sa vie musicale.
Ives publia une collection de ses nombreuses chansons, la plupart avec des parties pour piano qui faisant écho au mouvement moderne qui commençait en Europe, avec l'usage de bitonalité et pantonalité. Il fut un pianiste accompli, capable d'improviser dans différents styles, même ceux les plus récents et modernes. Il est aujourd'hui surtout connu pour sa musique orchestrale, mais il composa également deux quatuors à cordes et d'autres pièces de musique de chambre. Son travail d'organiste l'amena à écrire ses Variations on « America » en 1891, dont la première eut lieu un 4 juillet, lors d'un récital célébrant la déclaration d'indépendance des États-Unis. Cette pièce reprend le thème (celui de l'hymne national du Royaume-Uni) à travers une série de variations relativement normales et plaisantes. L'une de ces variations est dans le style d'une polonaise, une autre qui fut ajoutée quelques années après avoir été composée représente la première utilisation de bitonalité. William Schuman en fit un arrangement pour orchestre en 1964.
Ives composa quatre symphonies, mais c'est avec The Unanswered Question (1906 révisé en 1930-35), pièce écrite pour une formation très inhabituelle de trompette soliste, quatre flûtes, et quatuor à cordes, qu'il posa l'environnement musical et sonore qui restera comme son style. Les cordes, situées hors de la scène, jouent très lentement, tandis que la trompette, seule face au public, joue à différentes occasions des motifs très courts que Ives décrit comme « l'éternelle question de l'existence ». À chaque fois, les flûtes, sur scène, répondent à la trompette par une explosion stridente, excepté la toute dernière fois : c'est la question sans réponse (the unanswered question). La pièce est typique de Ives, car elle juxtapose des éléments variés et disparates, conduits par la trame d'une histoire dont nous n'avons jamais réellement conscience, ce qui rend la pièce formidablement mystérieuse. 
Sa Sonate pour piano no 2 : Concord, Mass., 1840–60 (1909–15), est probablement sa pièce pour piano solo la plus célèbre (il existe des parties optionnelles pour alto et flûte). Rythmiquement et harmoniquement, c'est une pièce que l'on peut qualifier d'aventureuse, et qui démontre son attachement à la cinquième symphonie de Beethoven dont il cite le thème à plusieurs reprises. Elle compose également l'un des exemples les plus frappants de son expérimentalisme : dans le second mouvement, il indique au pianiste d'utiliser une pièce en bois de 14 ³⁄₄ pouces (37,5 cm) pour créer un cluster chord, c’est-à-dire un accord de touches noires ou blanches consécutives sur la longueur de cette pièce.
La sonate Concord marque la profonde influence qu'ont eue sur sa musique les écrivains transcendantalistes. Chaque mouvement porte le nom d'un des quatre plus importants membre de ce groupe : Ralph Waldo Emerson, Nathaniel Hawthorne, Bronson Alcott et Henry David Thoreau.
La pièce la plus remarquable dans son répertoire orchestral est certainement son imposante Symphonie no 4 (1910–16). Celle-ci nécessite une grosse section de percussions, deux pianos (les deux accordés avec un quart de ton d'écart), un orgue, un groupe supplémentaire de cordes éloignées, un grand chœur, trois saxophones optionnels, et pour finir un « ether organ » (l'instrument auquel pensait Ives n'est pas évident, mais habituellement on utilise un thérémine ou un synthétiseur). L'œuvre fait penser à The Unanswered Question, d'ailleurs Ives dit lui-même que la pièce était « une question ouverte du Quoi et du Comment que l'esprit de l'homme se pose à propos de la vie ». L'utilisation de citations musicales est là encore abondante, particulièrement dans le premier mouvement, et la musique ne manque pas de nouveautés en matière d'effets sonores. Par exemple, dans le second mouvement, un trémolo secoue l'orchestre entier. Dans le mouvement final, il y a une sorte de combat entre les sons discordants et une musique tonale plus traditionnelle. Finalement entre la partie de chœur sans paroles, l'ambiance s'apaise, et le morceau se termine avec juste les percussions qui jouent tranquillement.
Il faudra attendre 1965 pour que la symphonie ait droit à une représentation complète, c’est-à-dire environ 50 ans après les dernières retouches de la composition et 11 ans après la mort du compositeur.
Ives mourut avant de terminer sa Symphonie de l'Univers, qu'il ne parvint pas à assembler durant sa vie malgré deux décennies de travail. Ceci à cause de ses ennuis de santé, aussi bien que de sa conception fluctuante de la composition. Celle-ci consiste en un découpage en trois parties temporelles : passé (genèse des océans et des montagnes), présent (terre, évolution de la nature et de l'humanité), futur (ciel, la montée vers le spirituel), ainsi qu'une décomposition spatiale en deux orchestres ou plus. Il y a eu plusieurs tentatives pour compléter ou jouer l'actuelle version. Cependant, personne n'arrive à cerner l'idée de l'interprétation générale. La symphonie reprend des idées de la Symphonie no 4 qui sont développées jusqu'à un niveau très poussé, avec des rythmes complexes croisés et des dissonances difficiles en couches, le tout au travers de combinaisons instrumentales et d'orchestrations inusitées et inventives.
Les travaux de musique de chambre comptent le Quatuor à cordes no 2, dans lequel les voix atteignent des sommets en matière d'écriture contrapuntique, s'échelonnant depuis des pointes dissonantes aiguës dans le mouvement nommé Arguments jusqu'à une lenteur transcendantale. Cette étendue sur des extrêmes est fréquente dans la musique de Ives, qui impose par ses résonances dissonantes contrastée avec des calmes lyriques. Le langage de Ives, tout comme celui de Mahler, utilise beaucoup de lignes mélodiques indépendantes. On le considère difficile à jouer car beaucoup d'indications d'interprétation sont absentes. Ce travail a eu une influence notable sur, entre autres, le premier quatuor d'Elliott Carter.

## Accueil de sa musique
La plupart des œuvres de Charles Ives durent attendre plusieurs années avant d'être interprétées. Les difficultés d'interprétation dues à la complexité rythmique de ses pièces pour orchestre en firent des défis difficiles à relever.
Henry Cowell, Nicolas Slonimsky et Elliott Carter furent parmi les premiers défenseurs de sa musique. Invité par Cowell à participer dans sa revue consacrée aux musiques modernes New Music, un bon nombre de ses partitions y furent publiées. 
Dans les années 1940, il rencontra Lou Harrison, un fan de sa musique qui en fit la promotion. Harrison dirigea la première de la Symphonie no 3 (1904) en 1946. L'année suivante, cette pièce remporta le Prix Pulitzer de la musique. Ives donna l'argent de ce prix (la moitié allant à Harrison), disant « les prix sont pour les jeunes garçons, et j'ai eu le temps de grandir ».
Bernard Herrmann qui travailla comme chef d'orchestre à la CBS, et en 1940 devint même le directeur de l'orchestre symphonique CBS, fut aussi un champion de la musique de Charles Ives.
Leopold Stokowski dirigea la Symphonie no 4 en 1965, considérant l'œuvre comme « le cœur du problème de Ives ».
Ives fut considéré comme l'un des « American Originals » : un compositeur qui travaille dans un style unique et américain, avec des mélodies populaires américaines utilisées dans sa musique, et un sens étendu des possibilités de la musique. Il a reçu des louanges d'Arnold Schönberg (qui considérait Ives comme un monument d'intégrité artistique) mais également de la New York School de William Schuman. Actuellement, Michael Tilson Thomas est un champion enthousiaste des symphonies de Ives, tout comme le musicologue Jan Swafford. Des œuvres de Ives sont régulièrement programmées en Europe.
Elliott Carter, qui fut son partisan, déclara que son œuvre était incomplète. Charles Ives influença des compositeurs aussi variés que John Cage, Frank Zappa ou John Zorn.

## Liste de ses œuvres
Ives ayant souvent fait plusieurs versions d'une même pièce, et du fait que ses travaux furent ignorés pendant sa vie, il est souvent difficile de dater avec exactitude ses compositions. Les dates données ici sont quelquefois supposées. 

### Orgue
- Variations sur America  (1891)
- Canzonetta en Fa (1894)
- Fugue en Do mineur (1898)
- Fugue en Mi bémol  (1898)
- « Adeste Fideles » in an Organ Prelude  (1898)

### Œuvres chorales
- Psaume 54 pour chœur (1894)
- Psaume 67 pour chœur (1894 rev. 1898-1899)
- Psaume 24 pour chœur (1894 rev. 1901-1913)
- Psaume 90 pour chœur, orgue et cloches (1897-1921)
- The Celestial Country pour chœur, orgue et ensemble de chambre (1898-1902)
- Three Harvest Home Chorales pour chœur (1902-1915)
- Psaume 14 pour chœur (1902-1912)
- The Masses (Majority) pour chœur et orchestre (1916-1921)

### Orchestre
- Symphonie no 1 en ré mineur (1896–98)
- Symphonie no 2 (1897–1901)
- Symphonie no 3, The Camp Meeting (1901–04)
- Central Park in the Dark pour orchestre de chambre (1898–1907)
- The Unanswered Question pour groupe de chambre (cordes et vents) (1908)
- Robert Browning Overture (1911)
- A Symphony: New England Holidays (« Holidays Symphony ») (1904–13)
- Three Places in New England (Orchestral Set no 1) (1903–35)
- Orchestral Set no 2 (1912–15)
- Symphonie no 4 (1910–16) pour trois orchestres
- Universe Symphony (incomplète, 1911–16, retravaillée jusqu'à sa mort en 1954)
- 10 Sets pour orchestre de chambres (1907-1934)
- Set for theater (1915)

### Musiques de chambre
- Quatuor à cordes no 1, From the Salvation Army (1896)
- Sonate pour violon no 1 (1903–08)
- Sonate pour violon no 2 (1902–10)
- Quatuor à cordes no 2 (1907–13)
- Piano Trio (c1909–10, rev. c1914–15)
- Sonate pour violon no 3 (1914)
- Sonate pour violon no 4, Children's Day at the Camp Meeting (1912–15)

### Piano
- Sonate pour piano no 1 (1902–09)
- Three-Page Sonata (septembre 1905) Création, 1949 par William Masselos.
- Sonate pour piano no 2, Concord, Mass., 1840–60 (1909–15) (révisée plusieurs fois par Ives)
- Three Quarter Tone Piano Pieces (1923–1924) pour deux pianos.

### Mélodies
- 114 Songs (composées sur plusieurs années 1887–1921, publiées en 1922)

### Transcriptions d'après Ives
- Old Home Days (pour ensemble à vent, arrangé par Jonathan Elkus)
- Variations sur America (pour orchestre) arrangé par William Schuman
- Concord Symphony orchestration par Henry Brant de la Concord Sonata.

## Discographie

### Anthologie
- 1974 : Charles Ives the 100th anniversary artistes divers CBS M4 32504, réédition 2024 Charles Ives – The Anniversary Edition 19658885972 Sony Classical.
- 2002 :Charles Ives an american journey Thomas Hampson, Michael Tilson Thomas (direction et piano) San Francisco Symphony Orchestra. RCA 09026 63703 2

### Orgue
- 1960 : The Organ in America, E. Power Biggs,  Columbia ML-5496
- 1968 : Yankee Organ Music, Richard Ellsasser, Nonesuch H-71200
- 1991 : Americanische Orgelmusik, Gunther Kaunzinger, Christophorus SCGLX 73940

### Piano
- 1933-1943 : Ives plays Ives Charles Ives (piano), CRI 810
- 2004 : The Unknown Ives, Donald Berman, New World Recordings 80618-2

### Chœur
- 1966 :  Charles Ives: Music for Chorus Gregg Smith (direction), Gregg Smith singers, the Texas Boys Choir, Ithaca College Concert Choir, the Columbia chamber ensemble, Columbia ML 6321
- 1969 :  New Music of Charles Ives  Gregg Smith (direction), Gregg Smith singers, the Columbia chamber ensemble, Columbia MS 7321
- 1971 : Charles Ives: Vocal Music Alden Gilchrist (direction), Berkeley Chamber Singers, Musical Heritage Society MHS 1240
- 1978 : American Music for Chorus John Oliver (direction) Tanglewood Festival Chorus, Deutsche Grammophon 2530 912

### Orchestre
- 1990 : The Orchestral Music of Charles Ives - James Sinclair (direction), Orchestra New England, Koch 3-7025-2 H1
- 1992 : A Portrait of Charles Ives - Ingo Metzmacher (direction), Ensemble Modern, EMI Classics 0777 7545522 9
- 1995 : When The Moon, songs & sets orchestra - Richard Bernas (direction), Music Projects, Susan Narucki (soprano), Sanford Sylvan (baryton), Alan Feinberg (piano), Decca 466 841-2
- 2000 : The Symphonies - Christoph von Dohnanyi, Zubin Mehta, Neville Marriner. Decca 466-745-2

### Chambre
- 1974 : Complete chamber music artistes divers (direction Frank Glazer)  Vox BoxSVBX 564
- 1993 : Music For String Quartet - Mondriaan String Quartet, Etcetera KTC1169

### Mélodies
- 1954 : Songs of Charles Ives - Helen Boatwright, soprano et John Kirkpatrick piano, Overtone Records réédition CRI CD 675
- 1976 : Charles Ives, Songs - Jan DeGaetani, mezzo-soprano, et Gilbert Kalish piano, Elektra/Nonesuch 9 71325-2.
- 1992 : The Complete songs of Charles Ives en  quatre disques - Divers artistes, Albany TROY 077 à TROY 080
- 2008 : Songs  (intégrale des mélodies de Charles Ives en six disques) - Divers artistes, NAXOS 8.559269 à 8.559274

## Hommages
Depuis 1979, un cratère de la planète Mercure est nommé Ives en son honneur.

### Écrits
- Charles Ives, Essays Before A Sonata New York, The Knickerbocker Press, 1920 traduction française  Essais avant une sonate, in revue Contrechamps no 7, 1986 Ed. L'âge d'homme
- John Kirkpatrick (dir.), Charles E. Ives: Memos Calder & Boyars, 1973

### Ouvrages généraux
- (en) Nicolas Slonimsky, Perfect Pitch : A Life Story, New York, Oxford University Press, 1988, 263 p. (ISBN 0-19-315155-3)
- (en) Nicolas Slonimsky, Slonimsky's Book of Musical Anecdotes, New York, Routledge, 1948 (réimpr. 2002), 305 p. (ISBN 0-415-93938-0), « Prophet of Music to come », p. 207-210

### Monographie
- Henry Cowell & Sydney Cowell, Charles Ives and His Music Oxford University Press, 1969
- David Wooldridge, From the steeples and mountains New York Alfred A. Knopf, 1974
- Frank R. Rossiter, Charles Ives & His America London, Victor Gollancz, 1976
- J. Peter Burkholder Charles Ives, the ideas behind the music New Haven, Yale University Press, 1985
- (en) Jan Swafford, Charles Ives : a Life With Music, éditions W.W. Norton, New York, 1996, xv + 525 p.,  (ISBN 0393038939), (LCCN 95022549)
- J. Peter Burkholder (editor), Charles Ives and His World Princeton University Press, 1996
- Gianfranco Vinay, Charles Ives et l'utopie sonore américaine Paris édition Michel de Maule 2001
- Laurent Denave, Un siècle de création musicale aux États-Unis. Histoire sociale des productions les plus originales du monde musical américain, de Charles Ives au minimalisme (1890-1990), Genève, Contrechamps, 2012

### Études
- J. Peter Burkholder, All Made of Tunes: Charles Ives and the Uses of Musical Borrowing New Haven, Yale University Press, 1995

### Écouter
- Art of the States: Charles Ives (deux pièces de Ives)
- Nicolas Slonimsky: History Making Performances (œuvres d'Ives dirigé par Nicolas Slonimsky)
- « Portail de la musique contemporaine »(Archive.org • Wikiwix • Archive.is • Google • Que faire ?), sur le Portail de la musique contemporaine — Extraits d’archives sonores d’œuvres de Charles Ives

### Bases de données et dictionnaires
- (en) Site officiel
- Ressources relatives à la musique :   - International Music Score Library Project
  - AllMusic
  - BRAHMS
  - Carnegie Hall
  - Discogs
  - Grove Music Online
  - Last.fm
  - MusicBrainz
  - Muziekweb
  - Répertoire international des sources musicales
  - SoundCloud
- Ressources relatives à l'audiovisuel :   - AllMovie
  - Allociné
  - British Film Institute
  - Filmportal
  - IMDb
- Ressources relatives au spectacle :   - Archives suisses des arts de la scène
  - Les Archives du spectacle
  - Kunstenpunt
- Ressources relatives aux beaux-arts :   - British Museum
  - Union List of Artist Names
- Ressource relative à plusieurs domaines :   - Radio France
- Notices dans des dictionnaires ou encyclopédies généralistes :   - American National Biography
  - Britannica
  - Brockhaus
  - Den Store Danske Encyklopædi
  - Deutsche Biographie
  - Enciclopedia italiana
  - Gran Enciclopèdia Catalana
  - Hrvatska Enciklopedija
  - Internetowa encyklopedia PWN
  - Nationalencyklopedin
  - Proleksis enciklopedija
  - Store norske leksikon
  - Treccani
  - Universalis
  - Visuotinė lietuvių enciklopedija
- Notices d'autorité :   - VIAF
  - ISNI
  - BnF (données)
  - IdRef
  - LCCN
  - GND
  - Italie
  - Japon
  - CiNii
  - Espagne
  - Belgique
  - Pays-Bas
  - Pologne
  - Israël
  - NUKAT
  - Catalogne
  - Suède
  - Australie
  - WorldCat